# Lohmen (Mecklenburg)
Lohmen település Németországban, Mecklenburg-Elő-Pomeránia tartományban. Lakosainak száma 820 fő (2023. december 31.).

## A település részei
- Altenhagen,
- Garden,
- Gerdshagen,
- Lähnwitz,
- Lohmen,
- Nienhagen,
- Oldenstorf és
- Rothbeck

## Népesség
A település népességének változása:
| Lakosok száma | 748  | 766  | 776  | 799  | 797  | 820  |
|               | 2014 | 2017 | 2019 | 2021 | 2022 | 2023 |

## Képek

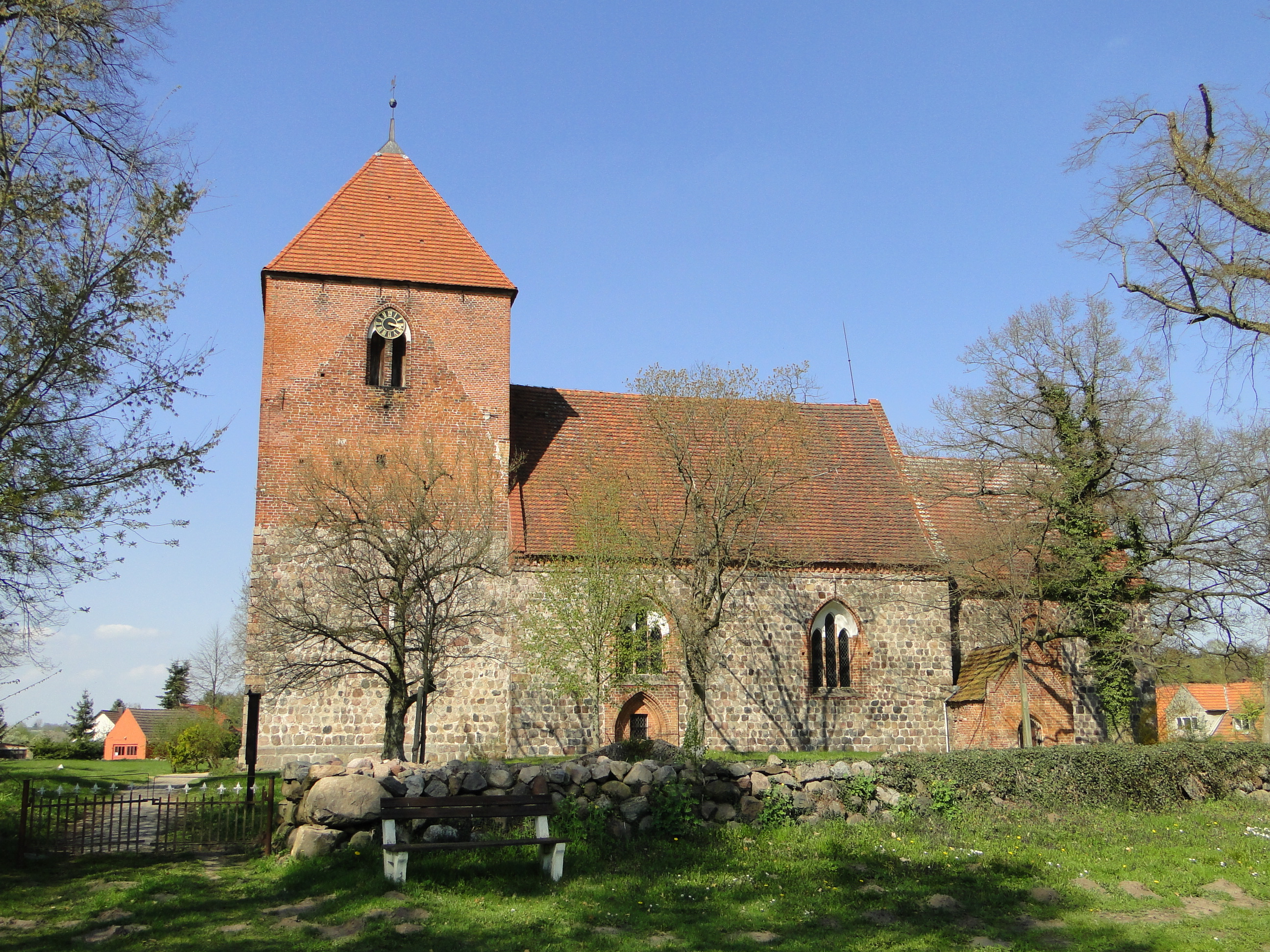
Lohmen
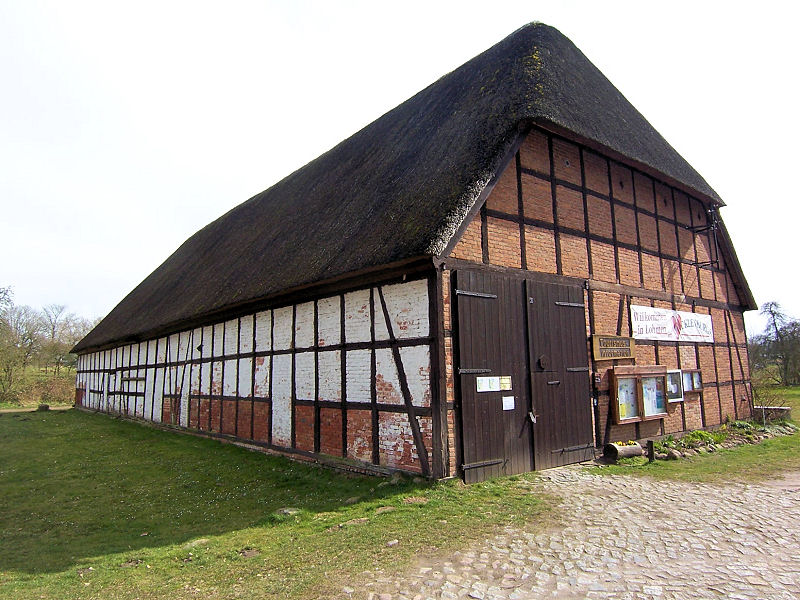
Lohmen
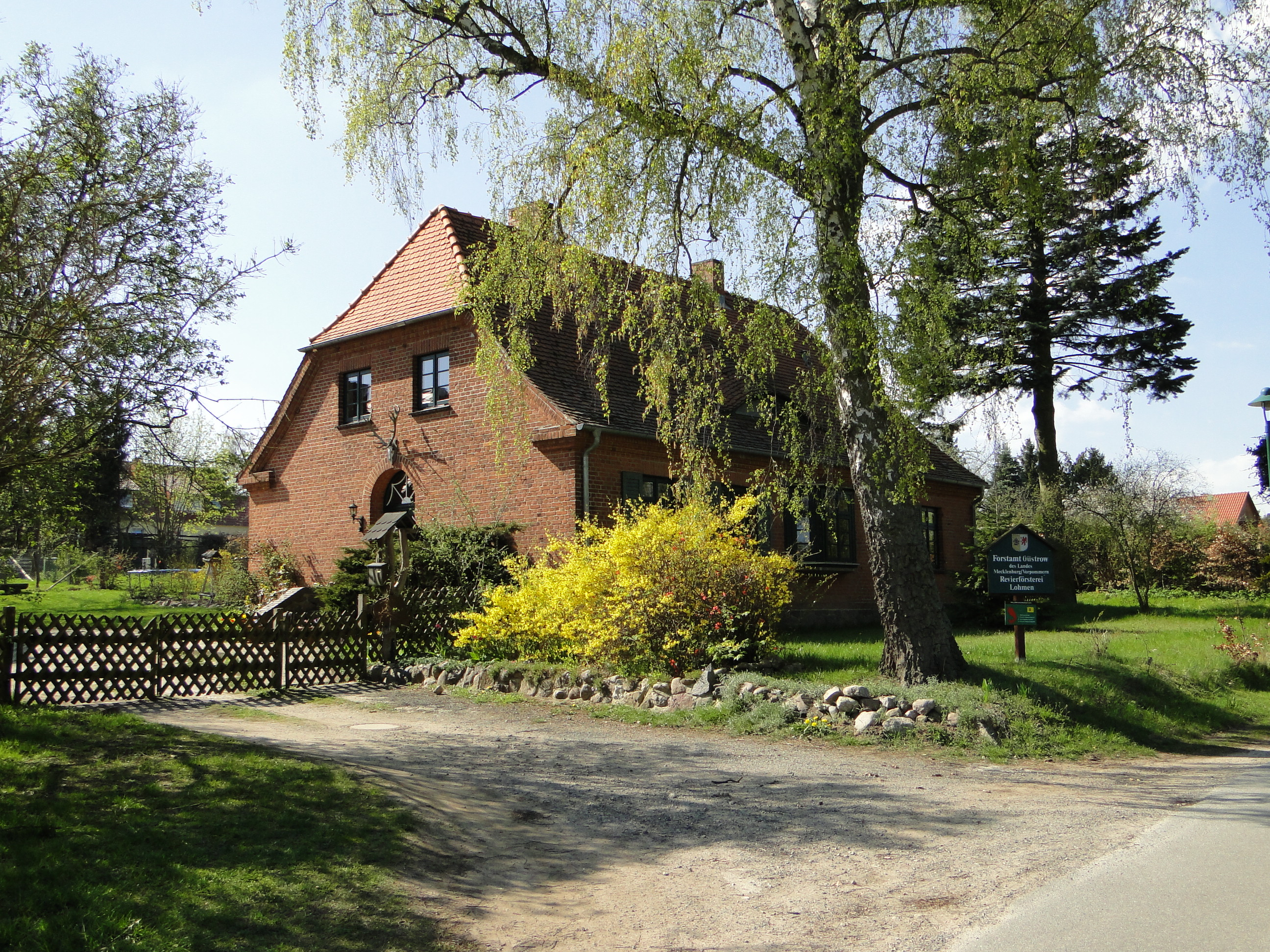
Lohmen
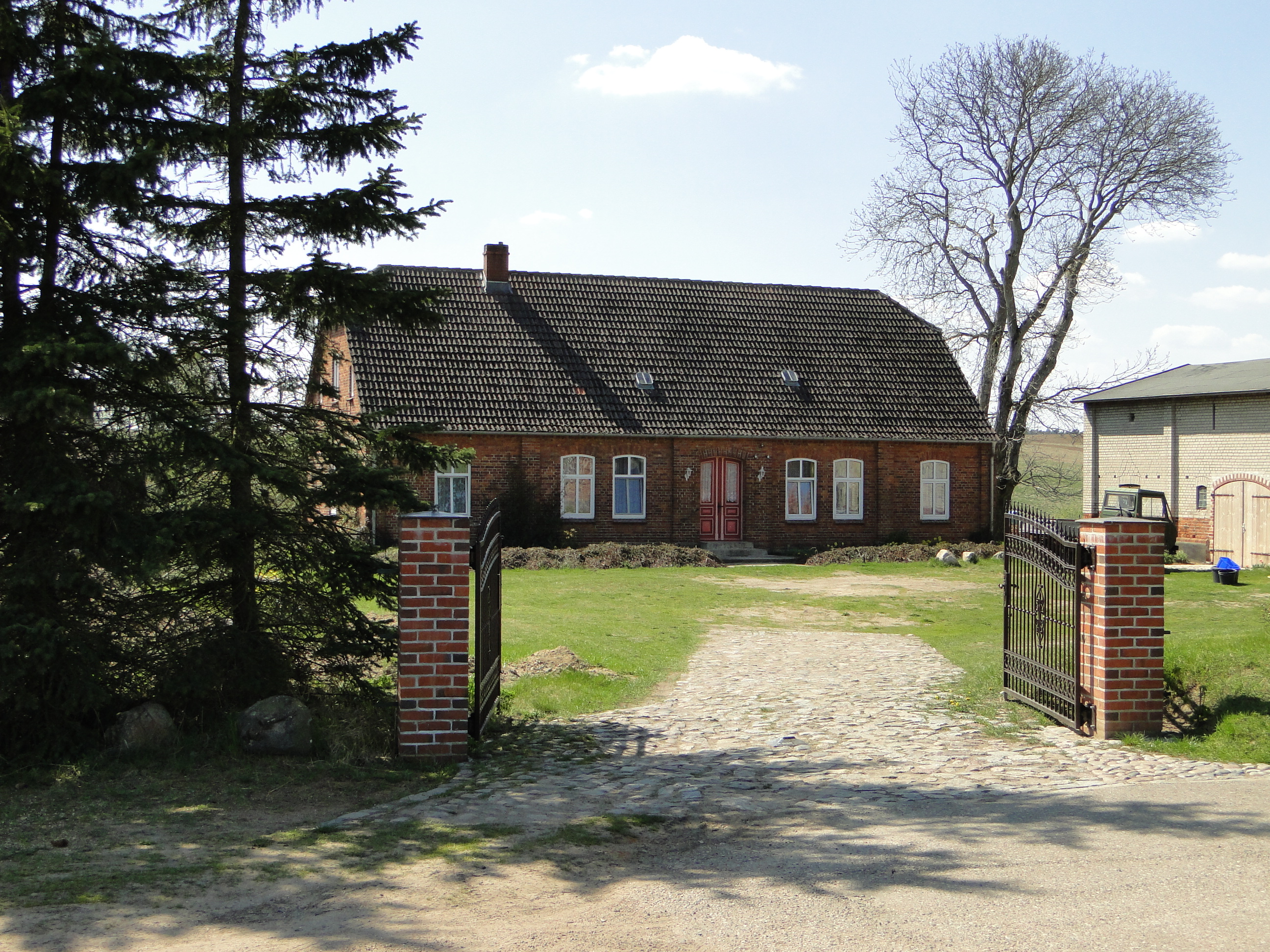
Altenhagen
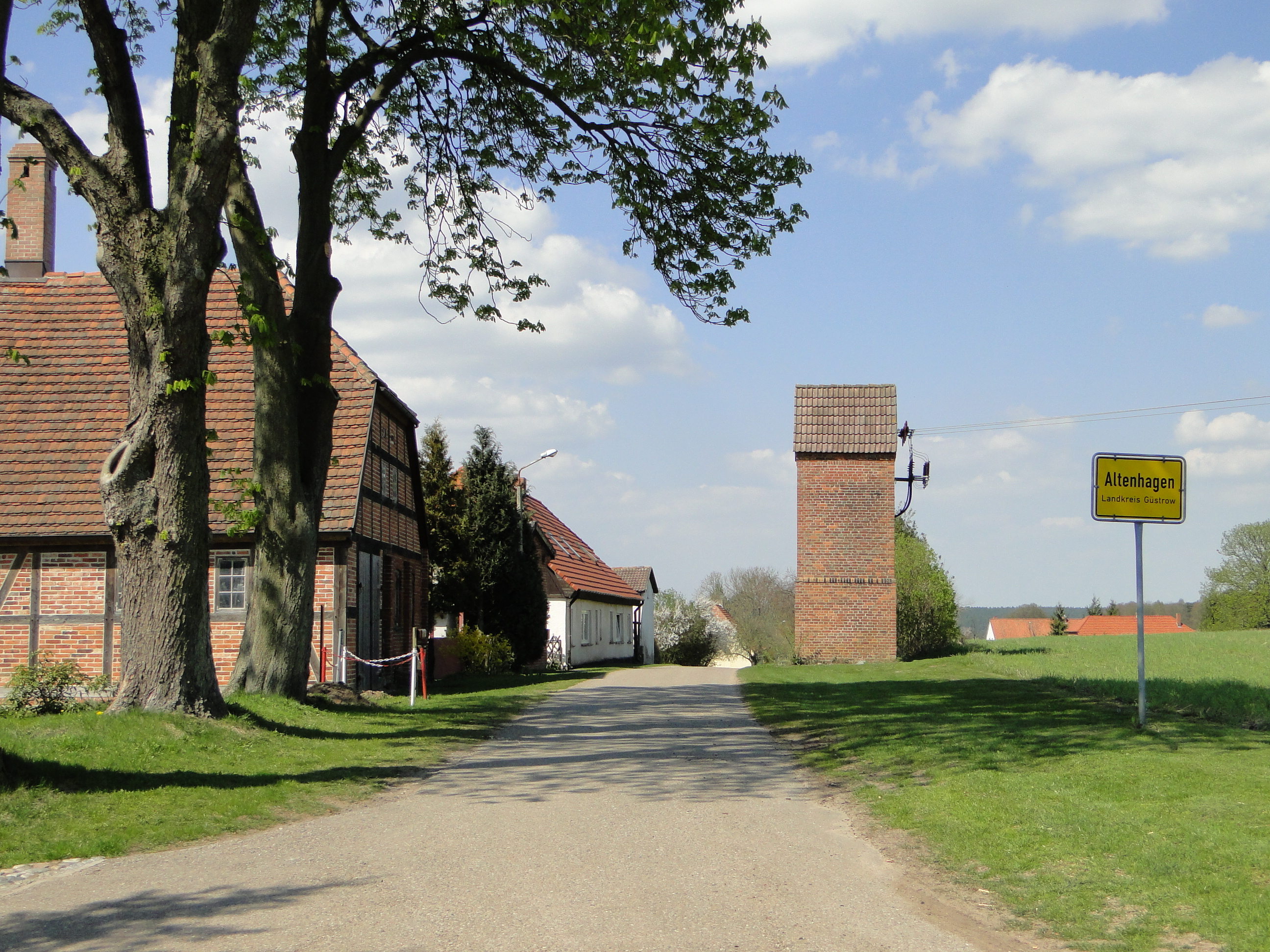
Altenhagen
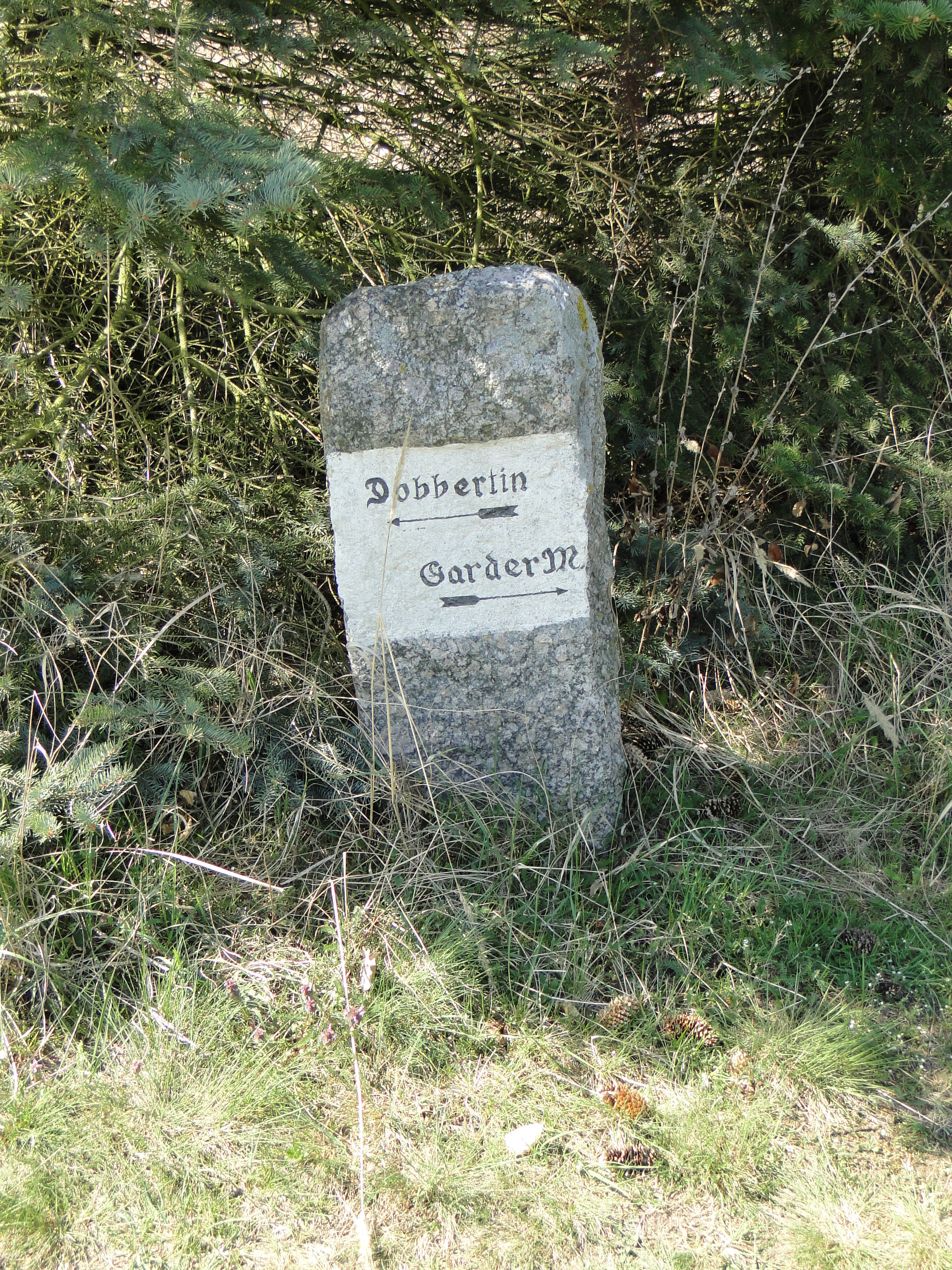
Altenhagen
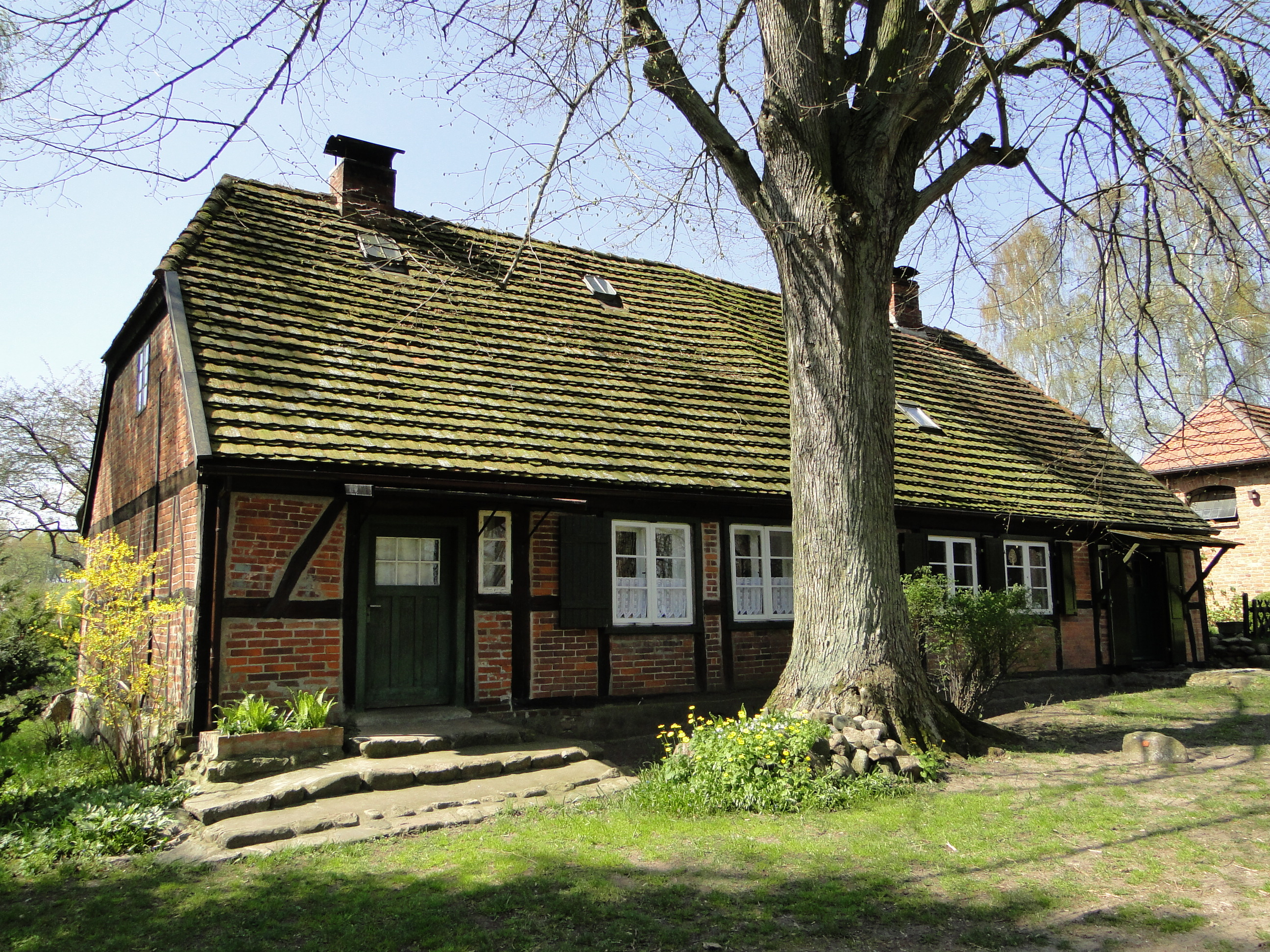
Garden
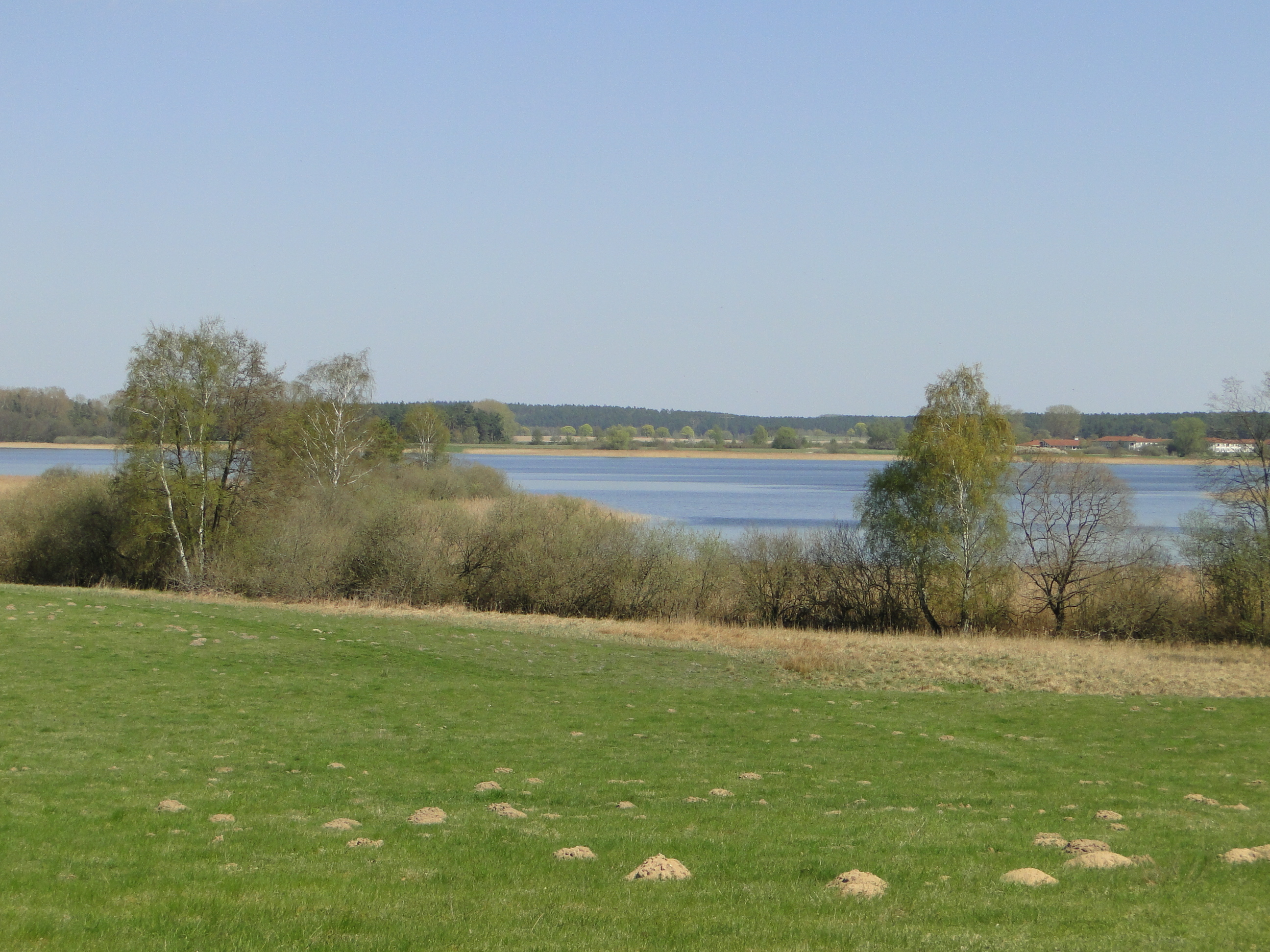
Garden
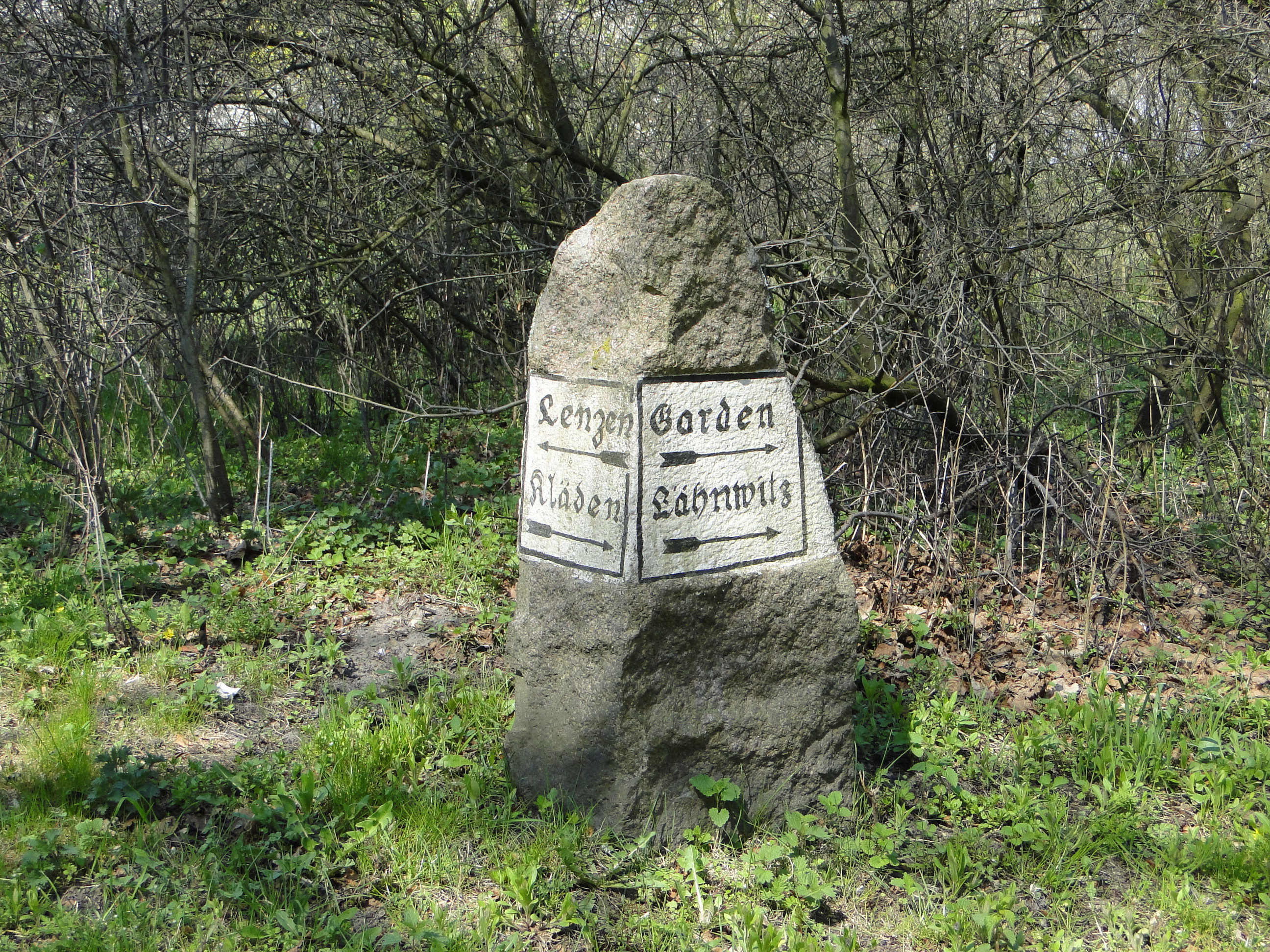
Garden
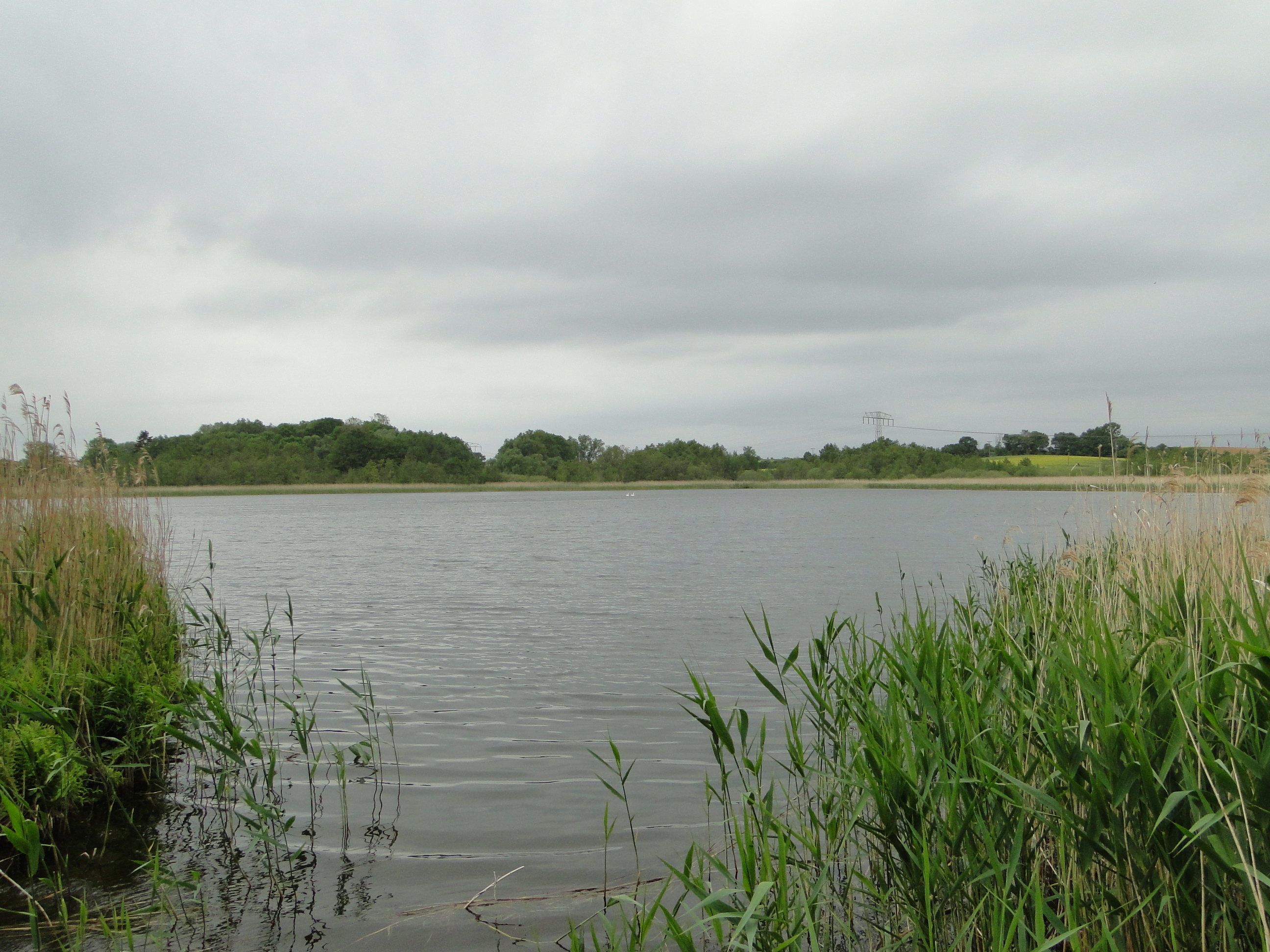
Nienhagen